# Нагхан
Нагха́н (перс. ناغان‎) — небольшой город на юго-западе Ирана, в провинции Чехармехаль и Бахтиария. Входит в состав шахрестана Ардаль.
На 2006 год население составляло 4 928 человек; в национальном составе преобладают бахтиары, в конфессиональном — мусульмане-шииты.
Альтернативное название: Нагхун (Naghun).

## География
Город находится в центральной части Чехармехаля и Бахтиарии, в горной местности центрального Загроса, на высоте 2 060 метров над уровнем моря.
Нагхан расположен на расстоянии приблизительно 45 километров к юго-западу от Шехре-Корда, административного центра провинции и на расстоянии 415 километров к юго-западу от Тегерана, столицы страны. Основу экономики города составляет сельскохозяйственное производство.